# Plaza Kemal Atatürk (Caracas)
La Plaza Kemal Atatürk (del turco: "Padre de los Turcos", también llamada alternativamente Plaza Santa Sofía) es el nombre que recibe un espacio público localizado en la Avenida principal de Santa Sofía de la urbanización Santa Sofía, un sector del Municipio Baruta, en el Estado Miranda, y al este de la ciudad de Caracas.
Fue llamada así en honor a Mustafa Kemal Atatürk, el fundador del estado moderno de Turquía tras la caída del Imperio Otomano.
En la plaza rodeada de árboles, se encuentra una estatua de Kemal Atatürk. El mantenimiento de la plaza está a cargo de una clínica privada (Santa Sofía) y de las autoridades del Municipio Baruta. Fue inaugurada por la alcaldesa Ivon Attas, el 30 de agosto de 1998. Es común que sea usada por familiares de pacientes que pasan por el lugar, debido a la cercanía del referido centro asistencial.